# Backstreet Boys
Backstreet Boys (skraćeno BSB ) američka su vokalna skupina osnovana u Orlandu na Floridi 1993. godine. Skupinu čine Nick Carter, Howie Dorough, AJ McLean, Brian Littrell i Kevin Richardson .
Grupa se međunarodno proslavila debitantskim albumom Backstreet Boys 1996. godine. Sljedeće godine izdali su svoj drugi album Backstreet's Back. Do superzvijezdi su se popeli svojim trećim studijskim albumom Millennium (1999.) i pratećim albumom Black & Blue (2000.). 
Nakon dvogodišnje stanke, okupili su se i izdali povratnički album Never Gone (2005.). Nakon zaključenja turneje Never Gone 2006. godine, Kevin Richardson je napustio grupu. Grupa je nakon toga izdala dva albuma kao kvartet: Unbreakable (2007) i This Is Us (2009).
2012. grupa je objavila da im se Richardson trajno pridružio. 2013. godine proslavili su 20. godišnjicu i izdali svoj prvi nezavisni album In a World Like This. Njihov album DNA iz 2019. godine dosegao je prvo mjesto Bilboard ljestvice. Time su postali prvi boy bend koji je u tri uzastopna desetljeća bio na vrhu Bilboardove američke ljestvice albuma.